# Jessica Plummer
Pour les articles homonymes, voir Plummer.
Jessica Kate Plummer, née le 16 septembre 1992, est une actrice et chanteuse anglaise.
De 2013 à 2015, elle était membre du groupe britannique féminin Neon Jungle. Elle est également connue pour incarner le rôle de Chantelle Atkins dans le feuilleton EastEnders de la BBC.

## Biographie

### Jeunesse
Plummer est née à Londres le 16 septembre 1992 d'un père jamaïcain et d'une mère anglaise. Elle a fréquenté enfant la Burntwood School (en) et à la Hayes School (en).

### Carrière
En novembre 2012, le directeur musical David Cooper, a entamé un processus d'auditions de trois mois dans le but de créer nouveau groupe de filles à signer chez RCA Records UK. Amira McCarthy et Plummer ont été repérées séparément lors de leurs achats à Londres, tandis que Shereen Cutkelvin et Asami Zdrenka ont été retrouvées via leurs vidéos YouTube en solo.
En février 2013, il a été annoncé que Plummer, aux côtés de Cutkelvin, McCarthy et Zdrenka, faisait partie du nouveau groupe britannique féminin Neon Jungle et avait commencé à enregistrer en studio,. Ils ont choisi le nom Neon Jungle, dérivé de leur chanson Welcome to the Jungle et pour refléter que les membres étaient "toutes des individus et assez différentes". Selon Plummer, "c'est comme si le néon était des personnages individuels audacieux, brillants et forts, puis la partie jungle est la folie".
En juillet 2013, Neon Jungle a sorti son premier single Trouble, qui est entré dans le UK Singles Chart au numéro 12 et a atteint le top 10 du classement américain Billboard Dance / Electronic Digital Songs.
En octobre 2013, Plummer, avec Neon Jungle, a joué en première partie de Jessie J pour quelques dates lors de sa tournée Alive Tour (en). Le mois suivant, le groupe s'est produit aux côtés de Taylor Swift au défilé annuel de Victoria's Secret,. Toujours en octobre 2013, Plummer a fait ses débuts à la télévision dans la série télévisée fantastique britannique Wizards vs Aliens dans le rôle de Chloe Martin. Elle a interprété le rôle pendant deux épisodes. En novembre 2013, le deuxième single de Neon Jungle, "Braveheart", est sorti au Royaume-Uni. La chanson a culminé au numéro quatre sur le UK Singles Chart et au numéro 19 sur les charts ARIA. Le 28 juillet 2014, Neon Jungle a sorti son premier album Welcome to the Jungle, qui est entré dans le UK Albums Chart au huitième rang. L'album est également entré dans les charts ARIA, faisant ses débuts au numéro 48. Le 6 juillet 2015, Neon Jungle a annoncé via sa page Facebook sa dissolution,.
En novembre 2015, il a été annoncé que Plummer avait rejoint le casting du film de comédie romantique réalisé par John Cameron Mitchell, How to Talk to Girls at Parties face à Ruth Wilson, Nicole Kidman, Elle Fanning et Matt Lucas. Il a été révélé au Festival de Cannes 2017 en mai 2017,.
En mars 2019, elle interprète le rôle de Chantelle Atkins dans le feuilleton de la BBC, EastEnders, où elle est devenue largement reconnue pour avoir mis en lumière le problème de la violence domestique aux côtés de l'acteur Toby-Alexander Smith, son mari à l'écran.
En septembre 2020, il a été annoncé que dans le cadre du scénario, son personnage serait assassiné afin de refléter les taux de mortalité affichés dans les relations abusives et de souligner l'impact de la pandémie COVID-19 sur la violence domestique. Dans une interview avec Digital Spy, elle se dit assez confuse et plongée «dans des limbes étranges» à l'arrêt de son rôle car cela «n'avait pas été planifié depuis le début». À l'origine, ses scènes finales étaient censées être diffusées en juillet, mais en raison de Covid-19 (et EastEnders arrêtant le tournage) cela a changé - l'une des principales raisons étant la manière dont le confinement avait affecté les victimes de violence domestique.

## Vie privée
En juin 2016, Plummer a annoncé qu'elle était enceinte de son premier enfant. 

## Filmographie

### Télévision
- 2013 : Wizards vs Aliens : Chloé Martin (2 épisodes)
- 2019-2020 : EastEnders : Chantelle Atkins (128 épisodes)
- 2021 : The Girl Before : Emma (4 épisodes)
- 2022 : Auditions : Amy (5 épisodes)
- 2024 : Le Décaméron : Filomena

### Cinéma
- 2013 : Reflections : Kaitlin
- 2017 : How to Talk to Girls at Parties : Celia

## Récompenses et nominations
- 2019 Prix TV Choice : Révélation série[17]
- 2019 Inside Soap Awards : Révélation[18]
- 2019 Les prix Digital Spy Reader : Révélation série[19]
- 2020 Prix TV Choice : Meilleure actrice de série
- 2020 Inside Soap Awards : Meilleure actrice[20]